# Vladimir Andersen
Vladimir Kim Andersen (Vejle, 24 april 1989) is een Deense darter.

## Carrière
Andersen begon zijn carrière bij de BDO en WDF. Met het Deense nationale team won hij in 2004 de WDF Europe Cup Youth. In 2008 debuteerde de Deen op de World Masters, waarbij hij de vierde ronde haalde. Het jaar daarop bereikte hij de vijfde ronde, wat zijn beste prestatie op het toernooi zou zijn.
Samen met Per Laursen vertegenwoordigde Andersen in 2010 hun thuisland Denemarken tijdens de inaugurele World Cup van de Professional Darts Corporation. Het duo werd in de eerste ronde uitgeschakeld door het Oostenrijkse koppel, bestaande uit Mensur Suljović en Maik Langendorf. Datzelfde jaar won hij wel zijn eerste individuele toernooi bij de WDF, de German Gold Cup.
In 2011 bereikte Andersen de finale van het Denmark Open, waarin hij verloor van Steve West. Toen hij zich datzelfde jaar wilde kwalificeren voor het BDO World Darts Championship, strandde Andersen in de beslissende wedstrijd tegen de uiteindelijke wereldkampioen Christian Kist.
Andersen wist in 2012 het Dortmund Open op zijn naam te schrijven. Op de nieuw opgerichte Scandinavian Darts Corporation Pro Tour van de PDC bereikte hij dat jaar een van de finales, waarin hij met een uitslag van 5-6 verloor van de Zweed Magnus Caris.
De Deen was in staat zich te kwalificeren voor het BDO World Darts Championship 2016. Voorafgaand aan het WK werd hij echter voor enige maanden geschorst door de Deens Dartbond wegens ongepast gedrag. Later werd hem nog een schorsing van twee jaar opgelegd, waardoor hij pas weer in het najaar van 2021 mocht deelnemen aan wedstrijden van de officiële dartsbonden.

### 2022
Op de Q-School wist hij in januari 2022 als eerste Deen een tourkaart te bemachtigen en daarmee voor twee jaar toegang tot het professionele circuit van de PDC. Diezelfde maand nog won hij een event op de Nordic & Baltic Tour, waarbij hij Daniel Larsson versloeg in de finale.
Zijn debuut op een hoofdtoernooi van de PDC volgde tijdens de UK Open in maart. In de eerste ronde werd was Steve Clayson de sterkere speler.
In juni maakte Andersen zijn opwachting op de Nordic Darts Masters, dat deel uitmaakt van de World Series of Darts. Michael Smith zorgde in de eerste ronde echter al vroeg voor zijn uitschakeling. Succesvoller was de Deen tijdens de World Cup of Darts, waarop hij diezelfde maand samen met Andreas Toft Jørgensen hun thuisland Denemarken vertegenwoordigde. Het duo versloeg de Singaporezen Paul Lim en Harith Lim in de eerste ronde, waarna de Duitsers Gabriel Clemens en Martin Schindler in de tweede ronde te sterk bleken.

### 2023
In januari nam Andersen opnieuw deel aan de Nordic Darts Masters. Ditmaal zorgde Rob Cross in de eerste ronde voor zijn uitschakeling. Op het UK Open in maart verloor hij wederom in de eerste ronde. 
Op 15 april schreef Andersen in de IJslandse hoofdstad Reykjavik het vijfde toernooi van de PDC Nordic & Baltic Tour op zijn naam. In de finale versloeg hij Daniel Larsson met 6-4.
In juni verscheen Andersen weer op de World Cup of Darts, waarop hij het Deense duo vormde met Benjamin Drue Reus. Het koppel kwam de groepsfase door. Daarin won het van de Oostenrijkers en leed het een nederlaag tegen het Amerikaanse tweetal. In de knock-outfase zorgden de Welshmen, die het toernooi uiteindelijk zouden winnen, voor de uitschakeling van de Denen.

### 2024
Andersen stond aanvankelijk op de deelnemerslijst van zowel de Nordic Darts Masters als de World Cup of Darts, die beide in juni plaatsvonden. Echter, voordat deze toernooien plaatsvonden, werd de Deen geschorst door de PDC Nordic & Baltic.